# Louis Fitch
Louis Fitch (né Feiczerwicz), né le 1er janvier 1888 à Suceava (en Roumanie) et mort le 14 avril 1956 à Montréal, est un homme politique québécois. Il a été député de Montréal–Saint-Louis pour l'Union nationale de 1938 à 1939.

## Biographie
Louis Fitch est arrivé avec ses parents au Québec en 1891. Après avoir fait ses études en droit, il devient avocat en septembre 1911. En 1912, il change son nom de famille pour Fitch.
En plus de son travail juridique, Louis Fitch s'est également intéressé à l'histoire des communautés juives un peu partout à travers le monde, en particulier dans les pays de langue espagnole. C'est ainsi qu'il a voyagé en Europe (principalement en Espagne), en Afrique et en Amérique centrale. Il donna également des conférences et collabora à divers journaux et revues traitant de la vie des Juifs, notamment le journal montréalais Adler.
En politique, il se présente une première fois aux élections de 1927, comme candidat conservateur dans Montréal–Saint-Louis; sans succès. Il se présente à nouveau lors d'une élection partielle, le 2 novembre 1938, sous la bannière de l'Union nationale et se fait élire. Son mandat sera de courte durée. Il sera défait aux élections de 1939.
Louis Fitch est mort à Montréal le 14 avril 1956, à l'âge de 68 ans.